# Paraliparis hureaui
Paraliparis hureaui és una espècie de peix pertanyent a la família dels lipàrids.

## Descripció
- La femella fa 11,2 cm de llargària màxima.[5]

## Hàbitat
És un peix marí i batidemersal que viu entre 504 i 529 m de fondària.

## Distribució geogràfica
Es troba al mar de Weddell.

## Observacions
És inofensiu per als humans.